# Harrison Fisher
Harrison Fisher (New York, 27 luglio 1877 – 19 gennaio 1934) è stato un illustratore statunitense.
Le sue copertine e i suoi disegni illustrarono per anni diverse riviste statunitensi, tra cui Collier e Cosmopolitan.

## Biografia
Fisher, nato a Brooklyn, da una famiglia di artisti, cominciò a disegnare fin da piccolo.  Sia suo padre che il nonno erano dei pittori. Il giovane Harrison studiò pittura alla San Francisco Art Association, in California, dove si era trasferito. Nel 1898, ritornato a New York, iniziò una carriera di illustratore per giornali e riviste che lo fecero ben presto conoscere al grande pubblico. Il suo spiccato gusto per la ritrattistica femminile, lo portò a essere considerato l'erede di Charles Dana Gibson.
Insieme ai suoi colleghi Howard Chandler Christy e Neysa McMein, costituì per la rivista Motion Picture Classic, la giuria che nell'edizione 1921/1922 scoprì la ragazza con quel certo non so che, Clara Bow, che sarebbe diventata da lì a poco una delle più grandi star cinematografiche degli anni venti.
Un'altra delle modelle di Fisher che diventarono famose, era stata la futura attrice Olive Thomas, che il pittore aveva conosciuta nel 1915.

In precedenza, una delle sue modelle preferite era stata Dorothy Gibson, che dal 1909 al 1912, incarnò il suo ideale femminile, tanto da essere chiamata The Original Harrison Fisher Girl. La Gibson passò poi al cinema e divenne famosa per essere una dei superstiti del Titanic.
Il lavoro di Fisher apparve con regolarità sulle copertine del giornale Cosmopolitan dai primi anni del novecento fino alla sua morte.

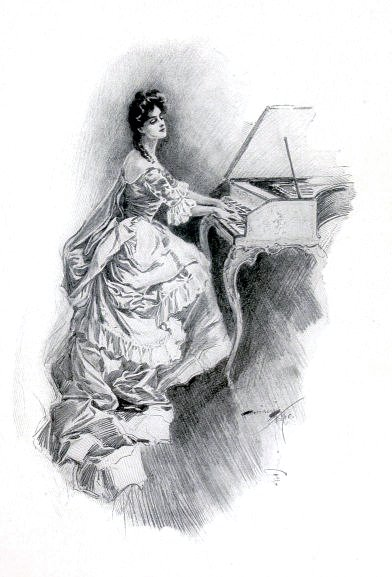
Illustrazione per The Princess Elopes di Harold MacGrath
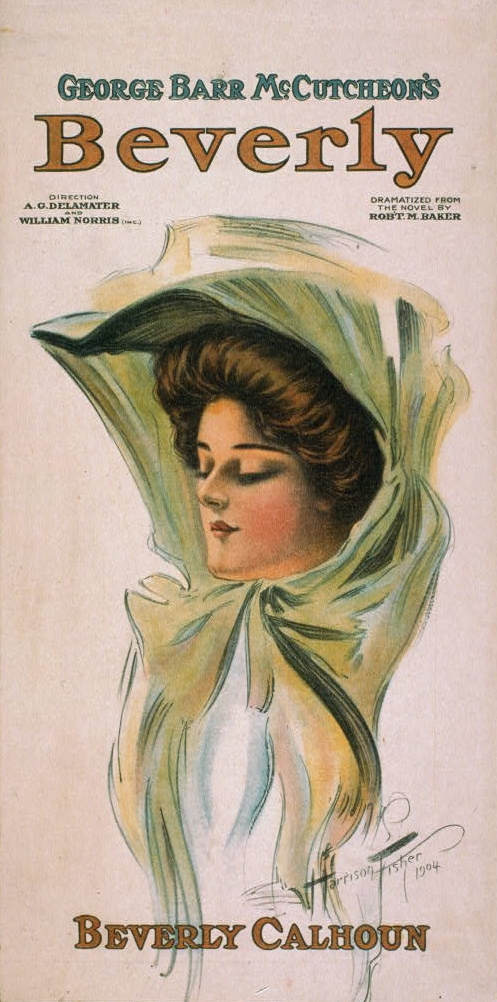
Poster per "Beverly", di George Barr McCutcheon (1904)
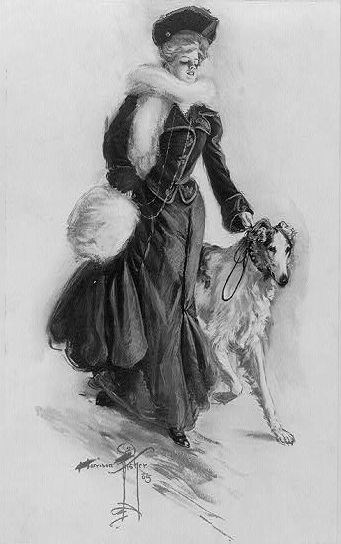
Calendario 1906
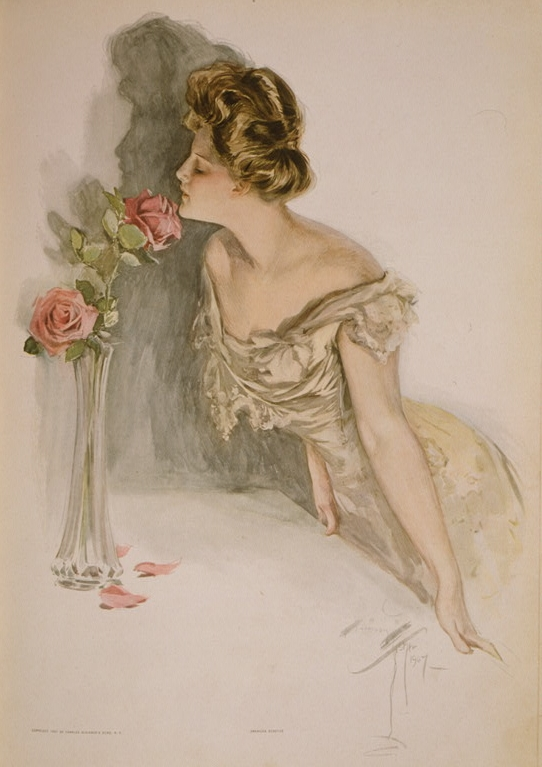
The American Girl (1907) per American beauties
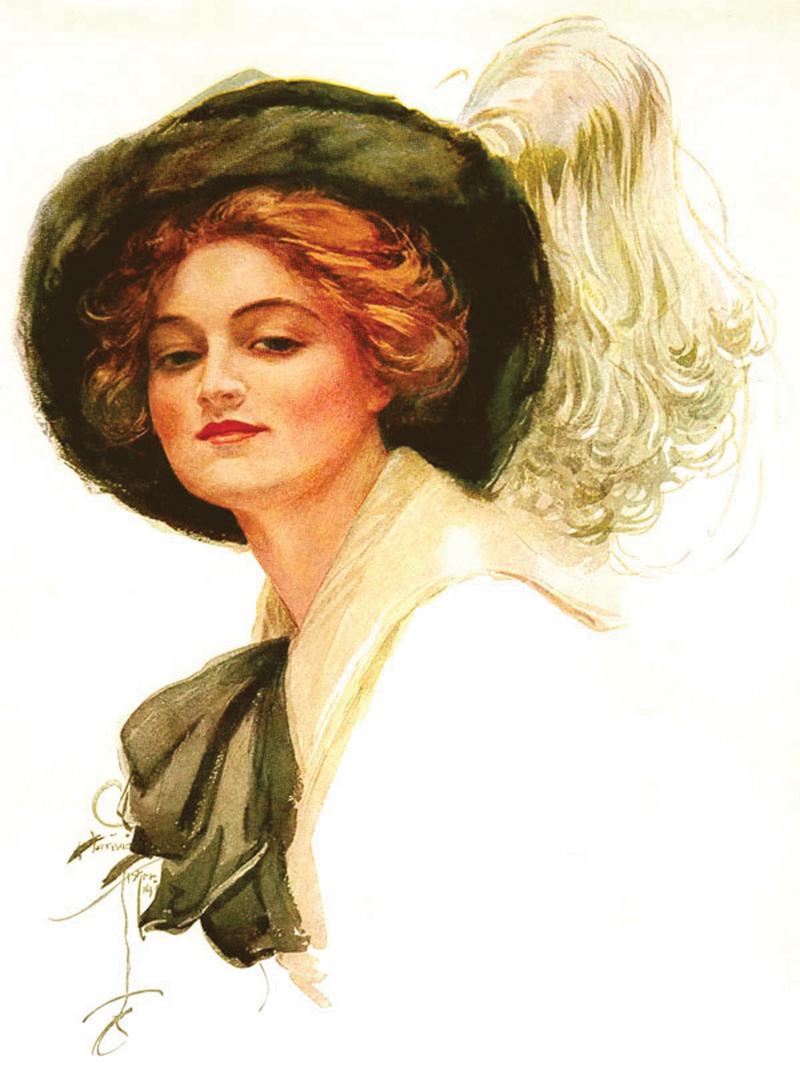
Dorothy Gibson (1911)
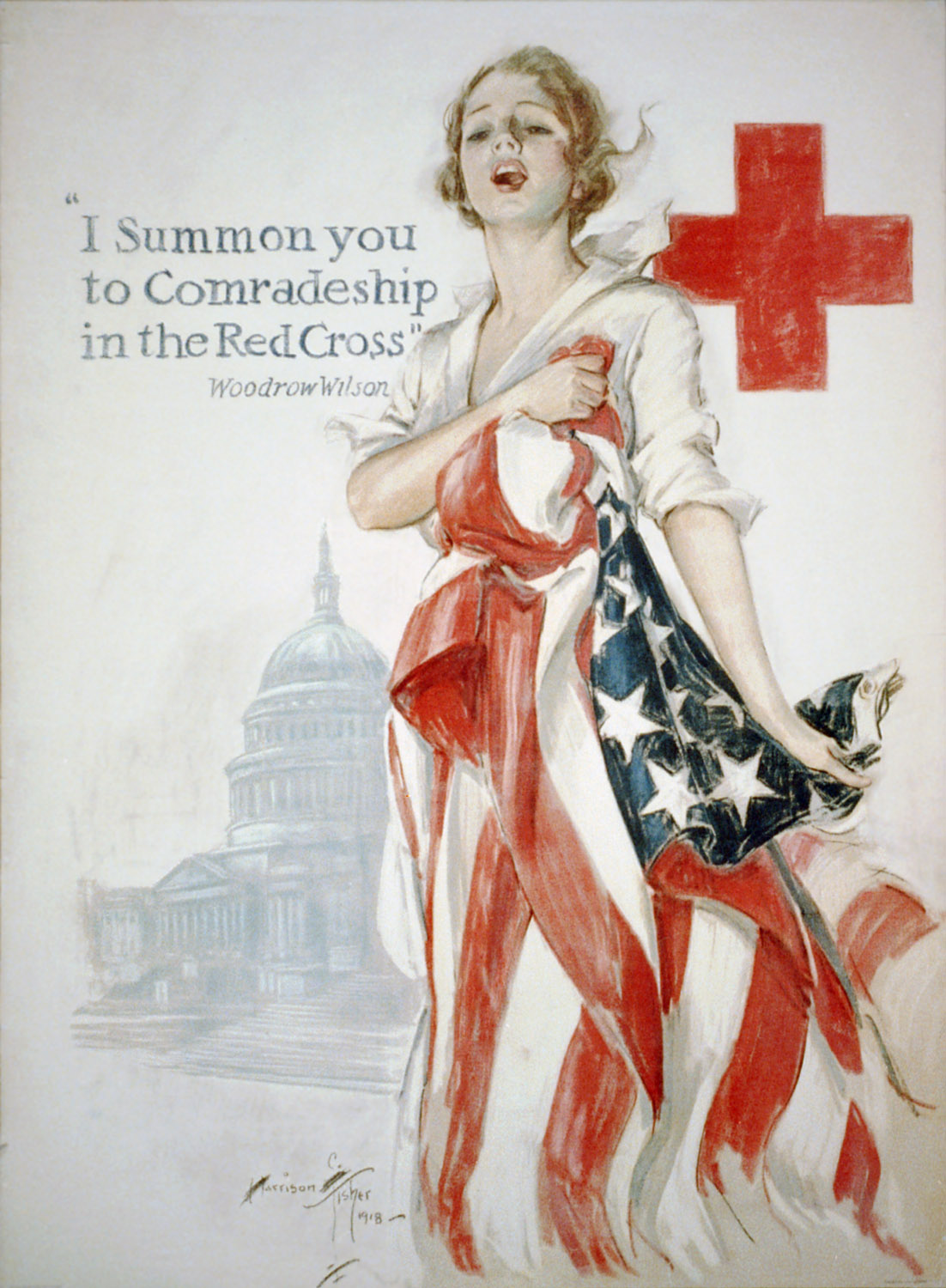
Poster 1918 per la Croce Rossa USA